# Annals of Kirstenbosch Botanic Gardens
Annals of Kirstenbosch Botanic Gardens (abreviado Ann. Kirstenbosch Bot. Gard.) ew una revista con ilustraciones y descripciones botánicas que es editada  por el Kirstenbosch Botanic Gardens desde el año 1986 hasta ahora. Editada como suplemento de South African Journal of Botany.